# Joe contre le volcan
Pour plus de détails, voir Fiche technique et Distribution.
Joe contre le volcan (anglais : Joe Versus the Volcano) est un film américain réalisé par John Patrick Shanley, sorti en 1990.

## Synopsis
Joe Banks est employé dans une usine, avec un chef tyrannique. Déprimé et régulièrement malade, il consulte souvent des médecins qui ne lui trouvent aucun mal. Finalement, Dr Ellison diagnostique un mystérieux mal asymptomatique qui le tuera en six mois et lui recommande de profiter du temps qui lui reste. Joe quitte son emploi et invite sa collègue DeDe à dîner. Quand il lui dit qu'il va mourir, elle le quitte.
Le lendemain, un riche industriel, Samuel Graynamore, lui fait une proposition inattendue. Il a besoin d'une monnaie d'échange avec les habitants d'une île du Pacifique, Waponi Wu, qui ont du minerai mais qui ont besoin qu'un héros saute dans leur volcan tous les cent ans. Graynamore offre à Joe ses cartes de crédit s'il saute dans le volcan. Joe accepte.
Joe passe une journée à refaire sa garde-robe à New York, conseillé par le chauffeur de la limousine qu'il a louée. Il s'achète aussi quatre malles faites main, étanches et insubmersibles.
Il se rend ensuite à Los Angeles où il rencontre Angelica, la fille de Graynamore. Le lendemain, elle l'emmène au yacht de son père dont le capitaine est sa demi-sœur Patricia qui a accepté avec réticence de le conduire à Waponi Wu en échange de la propriété du yacht.
Pendant la croisière, le yacht est coulé par un typhon, Joe et Patricia trouvent refuge sur les malles insubmersibles de Joe. Portés par le courant, ils arrivent sur l'île de Waponi Wu.
Les indigènes organisent un festin avant le sacrifice, mais aucun d'eux ne se porte volontaire pour sauter dans le volcan car ils aiment trop le soda à l'orange. Comme prévu, Joe Banks se propose et tous l'accompagnent au cratère. Là, Patricia lui déclare son amour, réclame que le chef les marie. Puis, comme elle ne veut plus se séparer de lui, ils sautent ensemble dans le volcan qui les recrache. Le volcan coule avec ses habitants tandis que Joe et Patricia retrouvent les malles. Après un moment d'euphorie, Joe se rappelle qu'il doit mourir, mais Patricia reconnaît le nom du docteur qui a fait le diagnostic comme étant le médecin particulier de son père : Joe a été manipulé.

## Fiche technique
- Titre : Joe contre le volcan
- Titre original : Joe Versus the Volcano
- Réalisation : John Patrick Shanley
- Scénario : John Patrick Shanley
- Production : Kathleen Kennedy, Frank Marshall, Teri Schwartz, Steven Spielberg
- Sociétés de production : Warner Bros. / Amblin Entertainment
- Musique : Georges Delerue et Peter Gordon
- Chanson du générique : Sixteen Tons interprétée par Eric Burdon
- Photographie : Stephen Goldblatt
- Montage : Richard Halsey et Kenneth Wannberg
- Décors : Bo Welch et Cheryl Carasik
- Costumes : Colleen Atwood, Robert Chase et Sue Moore
- Pays d'origine : États-Unis
- Format : Couleurs - 2,35:1 - Dolby - 35 mm
- Genre : Comédie romantique existentielle
- Durée : 102 minutes
- Date de sortie : 
  - États-Unis : 9 mars 1990
  - France : 27 juin 1990

## Distribution
- Tom Hanks (VF : Jean-Philippe Puymartin ; VQ : Bernard Fortin) : Joe Banks
- Meg Ryan (VF : Virginie Ledieu ; VQ : Claudie Verdant) : DeDe / Angelica / Patricia
- Lloyd Bridges (VF : Jean-Pierre Delage ; VQ : Yves Massicotte) : Graynamore
- Robert Stack (VF : Jacques Deschamps ; VQ : Vincent Davy) : le Dr Ellison
- Abe Vigoda (VF : Georges Atlas ; VQ : Ronald France) : le chef des Waponis
- Dan Hedaya (VF : Serge Sauvion ; VQ : Luc Durand) : M. Waturi
- Barry McGovern (VF : Jacques Ciron) : le vendeur de bagages
- Amanda Plummer (VQ : Élizabeth Chouvalidzé) : Dagmar
- Ossie Davis (VF : Benoît Allemane ; VQ : Victor Désy) : Marshall

- Jayne Haynes : l'infirmière
- David Burton : Mike
- Jon Conrad Pochron : Tony
- Jim Hudson : Fred, un garde
- Antoni Gatti : le tailleur italien
- Darrell Zwerling : le vendeur de sous-vêtements
- Jim Ryan (VF : Franck Capillery) : le portier
- Karl Rumburg : Ralph
- Brian Esteban : Emo - Waponi Lookout
- Nathan Lane : Baw - The Waponi Advance Man
- Wally Ruiz : un chanteur espagnol
- Guillermo Guzman : un chanteur espagnol
- Tommy Franco : un chanteur espagnol
- Tony Salome : le greffier
- Courtney Gibbs : la vendeuse
- Lala : la serveuse
- Jennifer Stewart : la Statue de la Liberté
- William Ward (VF : Jean-Michel Farcy) : le vendeur
- Lisa LeBlanc (VF : Dominique Chauby) : la coiffeuse
- Paul Michael Thorpe : le dieu Woo